# Heartaches
Heartaches, es una canción popular con música compuesta por Al Hoffman y escrita por John Klenner. La canción fue publicada en 1931, y fue colocada en todas las ventas discográficas (RCA Víctor, Columbia, Brunswick, entre otras), pero no fue un gran éxito en su tiempo.[cita requerida]

## Versión de Ted Weems
La grabación más popular de la canción fue por la Orquesta de Ted Weems, con Elmo Tanner silbando. La grabación fue hecha en 1933 en Bluebird B-5131 para grabaciones baratas. Weems disolvió su banda en 1942 para participar en la Segunda Guerra Mundial.
A principios del 1947, Kurt Webster, un pinchadiscos en WBT (Charlotte), Carolina del Norte, con una estación de radio de 50.000 vatios que alcanzó a través de la Costa Este, retransmitió la versión de "Heartaches" de Weems. Webster disfrutó la transmisión e introdujeron su horario, dirigiendo a sus oyentes que frecuentemente lo pedían y "Heartaches" obtuvo atención nacional y Weems volvió con su banda para revivir el éxito de la canción.
La grabación de 1933 fue producida por RCA Víctor, con el número del catálogo 20-2175. Vuelta a grabar en 1938, la versión de Weems de Decca Records obtuvo el número 25017. La versión de RCA Víctor llegó a ser best seller en la revista Billboard el 21 de febrero de 1947, logrando mantener esa posición por 16 semanas.

## Versión de Harry James
La versión de Harry James fue publicada Columbia Records, con el número de catálogo 37305. Logró llegar a ser parte de las best seller de Billboard el 18 de abril de 1947, manteniéndose 3 semanas en el puesto número 8. Este fue su último éxito.

## Versión de The Marcels
La canción fue radicalmente alterada por el grupo estadounidense de doo-wop The Marcels en 1961. El grupo grabó su versión de "Heartaches" el 1 de septiembre de 1961, y su lanzamiento siguió al éxito de su versión de "Blue Moon" (Luna Triste), que vendió millones de copias. Aunque el sencillo "Heartaches" no logró igualar la posición número 1 en las listas de sencillos de EE. UU. lograda por "Blue Moon", "Heartaches" alcanzó el Top 10, llegando al número 7, así como el número 19 en la lista Hot R&B Sides. En Canadá alcanzó el número 22. La versión de Marcels aparece en la película Popstar: Never Stop Never Stopping y se samplea en la canción de The Lonely Island de 2016 "I'm So Humble", con Adam Levine.

## Parodia de Allan Sherman
En 1963, Allan Sherman produjo una parodia de la canción, titulada "Headaches" (dolores de cabeza). La canción era un comentario sobre los anuncios de aspirina en la televisión. En medio de la parte silbada, un niño llamado Tom Greenleigh grita «¡¿Mamá, no puedes aparcar al coche de papá fuera de la entrada?!» Al final de la canción, Sherman soluciona su dolor de cabeza comiéndose su televisor.

## Modificación de The Caretaker
En 2016, un músico electrónico inglés conocido como The Caretaker modificó las versiones de esta canción de Al Bowlly, Seger Ellis, y Guy Lombardo para su álbum final, Everywhere at the end of Time. Estas versiones están utilizadas múltiples veces en el álbum, representando la distorsión gradual, destrucción de la memoria y otras facultades mentales debido a la demencia. El álbum logró popularidad en octubre de 2020 en TikTok como un reto de internet (escuchar el álbum completo de 6 horas y media), recibiendo menciones en publicaciones de renombre como The New York Times. La versión de "Heartaches" de Al Bowlly aparece como la primera canción del álbum, llamada "It's just a burning memory". En febrero del 2021 el álbum recibió una ola de atención sin precedentes, superando actualmente las 30.000.000 de visitas en YouTube con muchos comentarios en "It's just a burning memory" y otras canciones que componen el álbum.